# Krankenhausbau
Krankenhausbau, auch Spitalbau, bezeichnet einen Bautyp, der Bauwerke umfasst, die auf die Funktionen eines Krankenhauses ausgerichtet, geplant und errichtet werden.
Die Bautyp-Betrachtungsweise entwickelte sich zu Beginn des 18. Jahrhunderts. Zunächst ist das Pavillonsystem typisch, bei dem einzelne ein- bis zweistöckige Gebäude auf einem Gelände verteilt und durch Erschließungswege miteinander verbunden werden. Nach diesem Konzept wurde in Deutschland zuerst das Klinikum im Friedrichshain durch die Architekten Martin Gropius und Heino Schmieden errichtet. Im 19. Jahrhundert findet auch das Kammsystem Anwendung, zuerst am Hôpital St-André in Bordeaux in Frankreich. Parallel zueinander angeordnete Krankensäle werden dabei an ein Hauptgebäude angebunden. Ab dem 20. Jahrhundert entstehen auch Blockbauten, Hochhäuser und T-förmige Bauten.